# 월멕스
월마트 데 멕시코(줄여서 월멕스)는 월마트 멕시코 현지법인을 말한다. 미국 최대의 할인점 업체 월마트가 지분의 대부분을 소유하고 있다. 이 기업은 남아메리카의 블루 칩 기업으로 꼽힌다. 1997년 상장 이래, 멕시코 증권 거래소에서 이 기업의 주식이 거래되고 있다.
월마트는 멕시코 내에서 레스토랑과 슈퍼마켓을 포함 약 893개의 소매 점포를 운영하고 있다. 월마트 레스토랑과 슈퍼마켓은 종종 "슈퍼라마"(Superama"), "빕스(VIPS)"(한국의 빕스 브랜드와는 별개이다.), "샘'스 클럽(Sam's Club)", "보데가 오레라(Bodega Aurrera)"라는 브랜드 이름을 쓰기도 한다. 현재 월멕스는 사기업 부분에서 멕시코 으뜸의 종업원 수를 기록하고 있다. 소리아나, 수퍼데르카도스 기간떼, 코머셜 멕시카나, 카사 레이, 체드라우이, H-E-B와 같은 업체들과 시장을 놓고 치열한 경쟁을 벌이고 있다.

## 역사

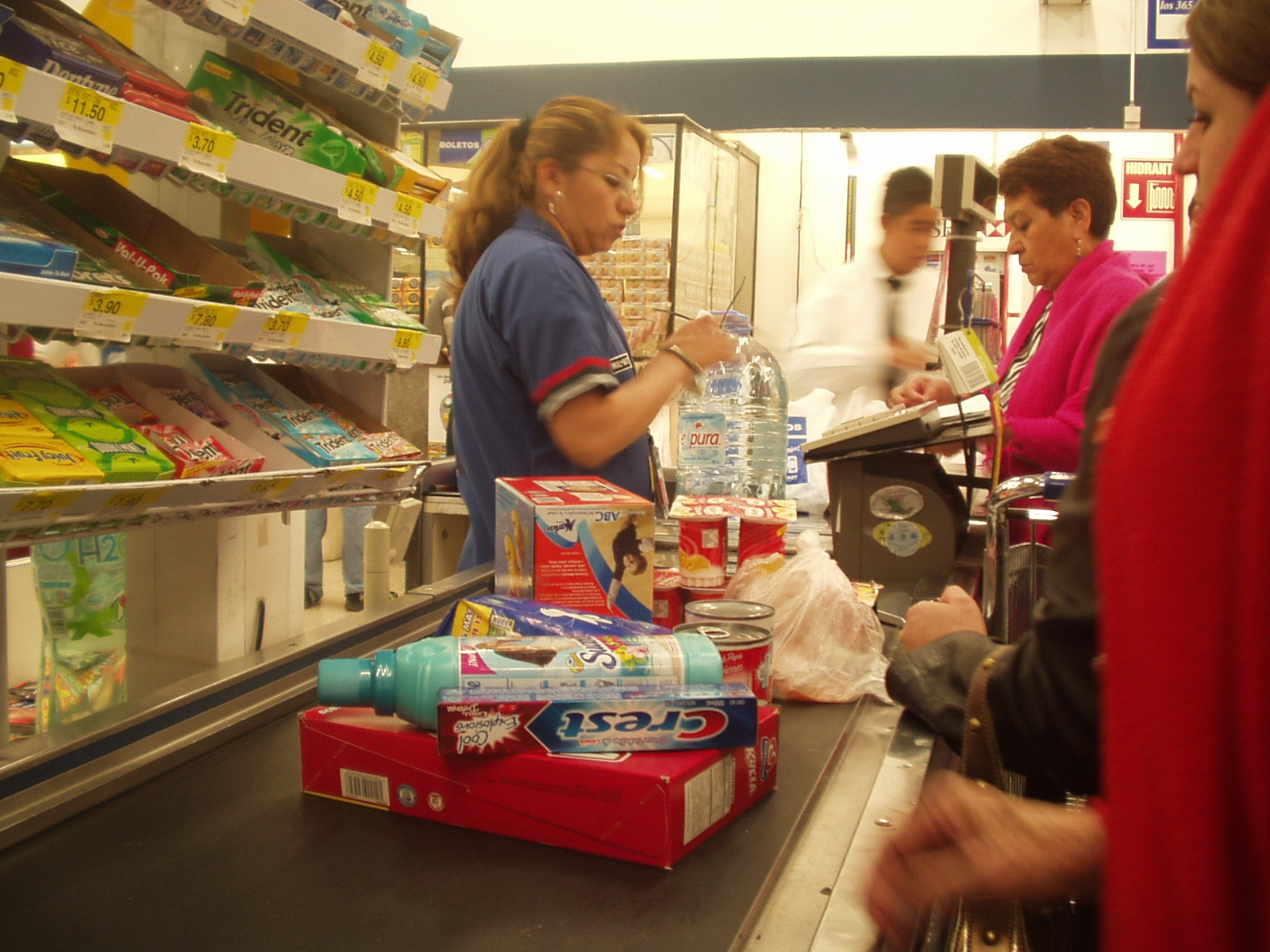
월마트의 한 계산원. 멕시코 시티 플라테로스(Plateros) 지역 점포.

월마트는 1991년에 최초로 멕시코에 진출하였다. 당시 멕시코 최대 소매업체였던 시프라(Cifra)의 지분을 90년대 중반까지 계속 인수하였다.

## 테오티와칸의 월마트
2004년 테오티와칸 피라미드와 고고학 유적 부근에 보데가 오레라 매장을 개설하는 것을 놓고, 월마트는 지역/환경 단체의 반발을 사게 된다. 서기 400년 경의 것으로 추정되는 국보급 유적이 있는 곳에서 얼마 떨어지지도 않은 곳에서 대형 할인점을 짓겠다는 계획이었다. 이들 단체들과 언론의 부정적인 의견이 높아지는 가운데, 시위가 이어졌다.
여러 전문가들은 할인점의 건설이 테오티와칸 유적지를 훼손할 것이며, 테오티와칸의 발굴 안 된 유물들을 훼손할 것이라고 지적하였다. 또한 인구도 얼마 안 되는 지역에 대형 할인점을 짓는 것에 대해 의문을 제기하였다. 하지만, 제기된 문제에 대해 멕시코 국립 인류학 역사학 연구소 (INAH)는 점포의 건축이 고고학 유적(사적지)를 훼손하지 않을 것이라고 공식적으로 결론지었다. 파리에 본부를 둔 유네스코 산하 국제 기념물 유적 협의회(ICOMOS)도 유적지 훼손 우려를 기각하였다. 매장은 그 논쟁이 된 자리에서 그 해 말에 개장을 해버리게 된다.